# گتسبی بزرگ (فیلم ۱۹۷۴)
گتسبی بزرگ (انگلیسی: The Great Gatsby) یک فیلم درام عاشقانه تاریخی آمریکایی محصول سال ۱۹۷۴ است که بر اساس رمان گتسبی بزرگ نوشتهٔ اف. اسکات فیتزجرالد در سال ۱۹۲۵ ساخته شده‌است. کارگردانی فیلم را جک کلیتون بر عهده داشت، تهیه‌کننده آن دیوید مری‌ک بود و فیلمنامه را فرانسیس فورد کوپولا نوشت. بازیگران اصلی فیلم عبارت‌اند از: رابرت ردفورد، میا فارو، سم واترستون، بروس درن و کارن بلک. داستان فیلم دربارهٔ روابط نویسنده‌ای به نام نیک کاراوی با میلیونری مرموز به نام جی گتسبی (با بازی ردفورد) و وسواس گتسبی در بازگشت به عشق سابقش دیزی بوشانن (با بازی فارو) در میان مهمانی‌های پرزرق‌وبرق دوران عصر جاز در لانگ آیلند، نزدیک نیویورک است.
پیش از این نسخه، فیلم‌هایی با همین عنوان در سال‌های ۱۹۲۶ و ۱۹۴۹ ساخته شده بودند. با وجود بازخوردهای متفاوت منتقدان، نسخهٔ ۱۹۷۴ توانست با بودجه‌ای ۷ میلیون دلاری، بیش از ۲۶ میلیون دلار فروش داشته باشد. کوپولا بعدها اظهار کرد که فیلم از فیلمنامهٔ او پیروی نکرده است. در سال ۲۰۱۳، نسخهٔ دیگری از این داستان با عنوان گتسبی بزرگ ساخته شد.

## داستان
نیک کاراوی با قایق خود از عرض بندر عبور می‌کند و به عمارت دیزی، دخترعمویش، و همسر او تام در ایست اگ می‌رود. در آنجا درمی‌یابد که ازدواج دیزی و تام دچار مشکل شده و تام با زنی در نیویورک رابطه دارد. نیک در کلبه‌ای کوچک در وست اگ زندگی می‌کند، در همسایگی سرمایه‌دار اسرارآمیزی به نام جی گتسبی، که دانشجوی سابق دانشگاه آکسفورد و کهنه‌سرباز جنگ جهانی اول است و در خانه‌اش مرتباً مهمانی‌های باشکوه برگزار می‌کند.
تام، نیک را به دیدار معشوقه‌اش، مایرتل، می‌برد. مایرتل همسر جورج ویلسون، مکانیک خودرو، است. جورج قصد دارد خودرویی از تام بخرد، اما تام فقط آمده تا مایرتل را به آپارتمانش در شهر ببرد. در آنجا، مایرتل با گفتن نام دیزی او را تحقیر می‌کند.
در لانگ آیلند، دیزی قصد دارد نیک را با دوستش جردن، که گلف‌باز حرفه‌ای است، آشنا کند. وقتی نیک و جردن در یکی از مهمانی‌های گتسبی شرکت می‌کنند، نیک برای دیدار خصوصی با گتسبی دعوت می‌شود. گتسبی او را به ناهار فردا دعوت می‌کند.
در ناهار، نیک با شریک تجاری گتسبی، میر ولفشایم آشنا می‌شود؛ یک گنگستر یهودی و قمارباز که در فینال سری جهانی بیسبال ۱۹۱۹ دست داشته است. روز بعد، جردن به محل کار نیک می‌آید و از او می‌خواهد دیزی را به خانه‌اش دعوت کند تا گتسبی بتواند او را ببیند.
گتسبی در ناهار دیزی را غافلگیر می‌کند. مشخص می‌شود که گتسبی و دیزی پیش‌تر عاشق یکدیگر بوده‌اند، اما دیزی به‌دلیل فقر گتسبی با او ازدواج نکرده است.
دیزی و گتسبی دوباره رابطه‌ای عاشقانه آغاز می‌کنند، که خیلی زود برای دیگران آشکار می‌شود. زمانی‌که تام و دیزی، گتسبی، جردن و نیک را به خانه‌شان دعوت می‌کنند، دیزی در یک روز داغ تابستان پیشنهاد می‌دهد برای تغییر فضا به شهر بروند. در هتل پلازا، گتسبی و دیزی رابطه‌شان را آشکار می‌کنند. گتسبی می‌خواهد دیزی اعتراف کند که هرگز تام را دوست نداشته، اما دیزی این را نمی‌پذیرد و با خودروی گتسبی محل را ترک می‌کند. دیگران جداگانه به جزیره بازمی‌گردند.
در مسیر بازگشت، دیزی با خودروی گتسبی به مایرتل می‌زند، در حالی‌که مایرتل به خیابان دویده بود. جورج که تصور می‌کند گتسبی همسرش را کشته، به عمارت گتسبی می‌رود و او را به ضرب گلوله می‌کشد و سپس خودکشی می‌کند.
نیک مراسم خاک‌سپاری گتسبی را برگزار می‌کند. در آنجا با پدر گتسبی ملاقات کرده و درمی‌یابد که نام اصلی گتسبی «گَتز» بوده است. هیچ‌کس دیگری در مراسم شرکت نمی‌کند.
در پایان، دیزی و تام زندگی‌شان را بدون تغییر ادامه می‌دهند. نیک از جردن جدا شده و با ناراحتی از فرهنگ شرق آمریکا، به غرب میانه بازمی‌گردد و از ناتوانی گتسبی در فراموش کردن گذشته افسوس می‌خورد.

## بازیگران
- میا فارو
- بروس درن
- سام واترستون
- کارن بلک
- اسکات ویلسون
- هوارد داسیلوا
- رابرتس بلوسوم
- ادوارد هرمن
- بروک آدامز
- وینسنت شیاولی
- رابرت ردفورد
- بث پورتر